# Mount Panorama Circuit

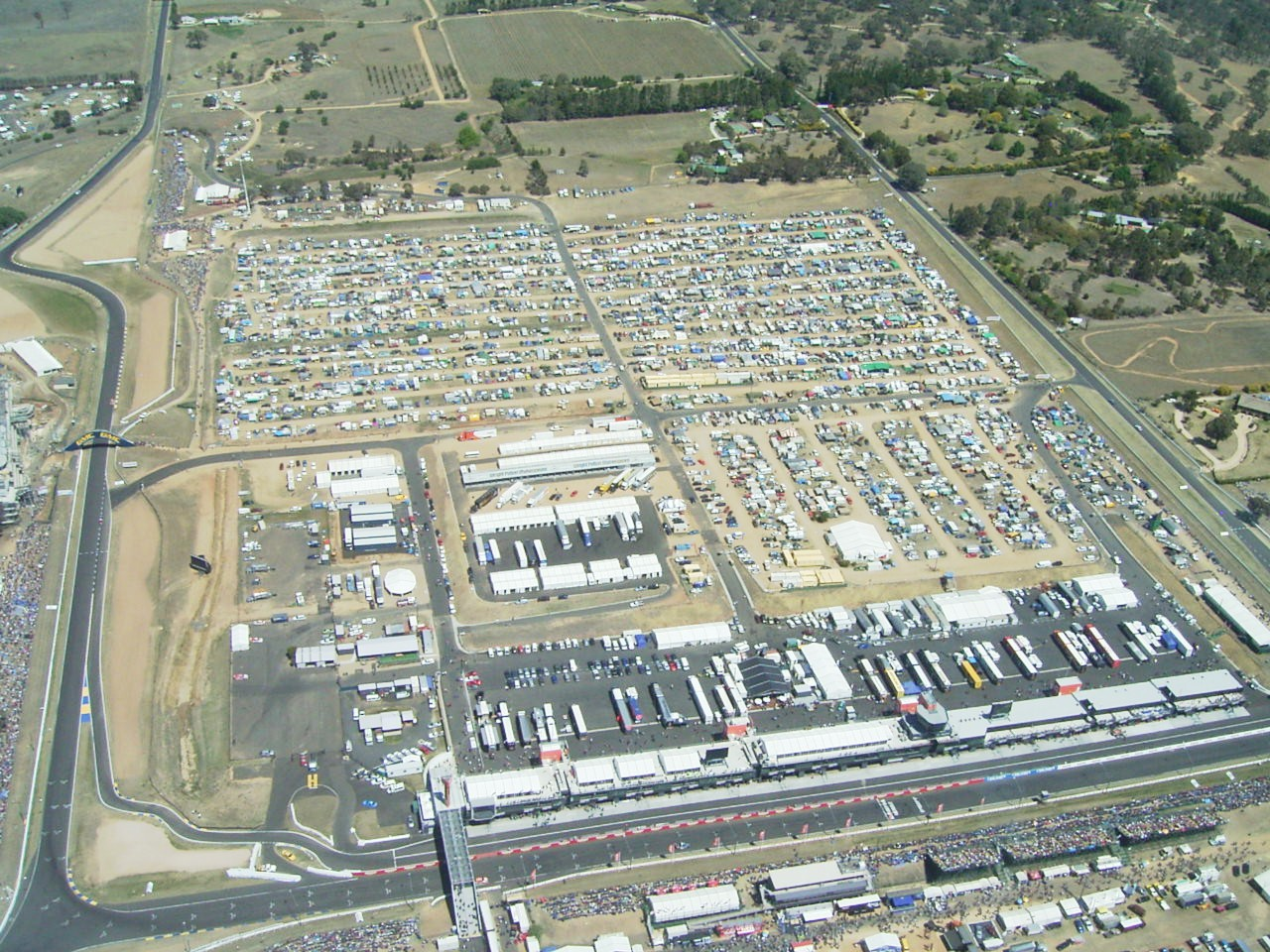
Mount Panorama Circuit

Mount Panorama Circuit (ook wel: Bathurst) in Bathurst (New South Wales, Australië) is een van de oudste circuits van Australië en is 6,2 kilometer lang.
Op de baan wordt elk jaar in oktober de Bathurst 1000 verreden. Het is een stratencircuit met een hoogteverschil van 174 meter, met stukken met een 18% hellingsgraad.
Vroeger werden op de baan ook formule races en motorraces gehouden, maar strengere veiligheidseisen maken het onwaarschijnlijk dat dit nog zal gebeuren. Tegenwoordig wordt er bijna exclusief met toerwagens op geracet.
Buiten de races is het circuit open voor verkeer, maar toeristen die denken dat ze hier te hard kunnen rijden komen vaak bedrogen uit; er wordt veel op snelheid gecontroleerd.